# Hang the DJ
Hang the DJ é um documentário musical lançado em 1998 e produzido pelos irmãos gêmeos Marco e Mauro La Villa. Com Roger Sanchez, Junior Vasquez, DJ Qbert e A-Trak, o filme apresenta o culto de DJs na época em que ficaram famosos. Apresentações de todo o mundo são intercaladas com comentários de fãs e entrevistas com os DJs em si.
O nome do filme vem da letra da música "Panic", a música de 1986 da banda The Smiths.

## Produção
O filme foi filmado ao longo de um período de dois anos, 1996 e 1997, por todo o mundo. Locais de filmagem: Nova York, São Francisco, Los Angeles, Las Vegas, Miami, Washington D.C., Londres, Montreal, Nottingham, em Essen (Alemanha), Amsterdã, Madri, Cannes, Paris, Liverpool e Amsterdã.

## Lançamento
Hang the DJ film estreou na Toronto International Film Festival de 1998, em setembro de 1998 e também foi exibido na International Documentary Film Festival Amsterdam, na Stockholm International Film Festival, na Melbourne International Film Festival e na New Zealand International Film Festival antes de seu lançamento no cinema.